# Edward Koch
Edward Irving Koch (n. 12 decembrie 1924, New York City, New York, SUA – d. 1 februarie 2013, New York City, New York, SUA), cunoscut ca Ed Koch, a fost politician și avocat american, evreu de origine. Membru al Partidului Democrat, în anii 1969-1977 a fost membru în Camera Reprezentanților a Congresului Statelor Unite, și s-a făcut cunoscut mai ales ca primar al orașului New York în trei cadențe în anii 1978-1989. Ca primar a reușit să scoată New Yorkul din profunda criză economică în care se afla. Personalitate energică și nonconformistă, ulterior Koch a rămas în atenția opiniei publice și ca publicist, comentator politic și cronicar cinematografic, și ca moderator al unor programe de televiziune.

## Biografie
Edward Koch s-a născut în cartierul Bronx din New York ca al doilea din cei trei copii al unui cuplu de evrei originari din Galiția orientală, pe atunci parte a Imperiului Austro-Ungar, azi componentă a Ucrainei. Tatăl, Leib Koch, devenit în America Louis Koch, era tăbăcar, iar mama, Yetta născută Silpe, in America Joyce Koch, era croitoreasă. În America familia aderase la iudaismul conservativ.  
Când tatăl a căzut victimă unor dificultăți financiare, în cursul Marii Depresiuni, în 1931, familia s-a mutat la niște rude din Newark, New Jersey. Doar după 10 ani au putut să se întoarcă într-o locuință separată la New York.
Koch s-a distins ca elev excelent la liceul South Side din Newark (azi liceul „Malcolm X Shabazz”), iar în anii 1941-1943 a studiat la City College. Apoi s-a înrolat în forțele de infanterie  și a participat în cadrul diviziei 104 de rezerviști, la cel de-al Doilea Război Mondial. Divizia sa a debarcat în septembrie 1944 la Cherbourg în Franța. În cursul luptelor la care a luat parte, (între altele în pădurea Hürtgen și în timpul ofensivei germane in Ardeni) Koch a fost distins cu trei stele și cu distincția infanteristului combatant. În 1946 a fost trimis la vatră cu gradul de sergent.  
Întors la studiile la City College, a urmat in continuare facultatea de drept la Universitatea New York până în anul 1948.
În continuare, Koch a practicat avocatura, singur, între anii 1949-1964, iar apoi în asociere cu avocații Lankenau, Schwartz și Kovner între 1965-1968.
Edward Koch a murit la Spitalul presbiterian din New York la vârsta de 88 ani, în urma unor complicatii cardiace.
El a fost celibatar și nu a avut copii. Ceremonia religioasă de doliu a avut loc la Templul evreiesc reformat Imanu El din Manhattan. A fost înmormântat conform dorinței sale la cimitirul Trinity, ultimul cimitir din Manhattan.
La funeraliile sale a participat, între alții, fostul presedinte al S.U.A., Bill Clinton. Pe mormântul său au fost înscrise Steaua lui David, cuvintele introductive ale rugăciunii evreiești „Șema Israel” (Ascultă, Israel) și ultimele cuvinte ale ziaristului american Daniel Pearl, asasinat de teroriști islamiști din Pakistan.
De asemenea în epitaful său stă scris: „A fost foarte mândru de credința sa evreiască. A apărat cu patimă orașul New York și i-a iubit din suflet locuitorii. Înainte de toate, și-a iubit țara, Statele Unite ale Americii, în a cărei armată a servit în cel de-al Doilea Război Mondial”

## Onoruri
- 2011 - Podul Queensboro din New York i-a primi numele